# Elissávet Skoúfa
Elissávet « Bétty » Skoúfa (en grec Ελισσάβετ «Μπέττυ» Σκούφα), née le 28 avril 1972, est une femme politique grecque.

## Biographie
Aux élections législatives grecques de janvier 2015, elle est élue députée au Parlement grec sur la liste de la SYRIZA dans la circonscription de la Piérie.